# Brucefield House
Brucefield House ist ein herrschaftliches Landhaus nahe der schottischen Stadt Clackmannan in der Council Area Clackmannanshire. 1972 wurde das Gebäude in die schottischen Denkmallisten in der höchsten Kategorie A aufgenommen.

## Geschichte
Erbauer war Alexander Bruce, der unter anderem während des Spanischen Erbfolgekriegs in Flandern kämpfte und 1715 an Seite der Regierungstruppen am Ersten Jakobitenaufstand teilnahm. Er ließ das Gebäude um 1724 errichten. Mitte des 18. Jahrhunderts wurde dem Gebäude ein zweistöckiger Anbau hinzugefügt. Um 1758 verkaufte Bruce’ Sohn Robert das Anwesen an George Abercrombie, dessen Tochter er ehelichte. Zwischen 1928 und 1939 wurde der Architekt James Shearer aus Dunfermline mit der Renovierung von Brucefield betraut. Neben einer vollständigen Überarbeitung des Innenraums wurde in diesem Zuge auch der Harl-Putz an den Fassaden komplett entfernt.

## Beschreibung
Das Gebäude liegt isoliert rund vier Kilometer östlich von Clackmannan. Es weist grob einen H-förmigen Grundriss auf, wobei die abgehenden kurzen Flügel gegenüber dem Hauptflügel erniedrigt sind. Das Mauerwerk besteht aus Bruchstein, wobei die Fenster- und Türöffnungen mit Quadersteinen umrahmt sind. Das dreistöckige Hauptgebäude weist nach Westen. Die Fenster sind auf vier vertikalen Achsen angeordnet und umgeben die mittige Eingangstüre. Diese wird von einem Architrav bekrönt, der auf vier dorischen Säulen ruht. Das Gebäude schließt mit steilen Walmdächern.